# Tamara Mazzi
Tamara Ursula Katharina Mazzi (nascida a 13 de Janeiro de 1992) é uma política alemã do Die Linke. Foi eleita para o Bundestag alemão nas eleições federais alemãs de 2025 através da lista estadual. É professora de Kiel.